# Mordellistena horvathi
Mordellistena horvathi es una especie de coleóptero de la familia Mordellidae.

## Distribución geográfica
Habita en Europa del Este (Bulgaria, República Checa, Hungría, Macedonia del Norte, etc.).